# Β-クリプトキサンチン
β-クリプトキサンチン(β-cryptoxanthin)は、天然に存在するカロテノイド色素の一つ。

## 存在
タンジェリンや柿、オレンジに多く含まれる。ホオズキやオレンジの皮、パパイヤ、卵黄、バター、リンゴ、ウシの血清など多様なところから単離される。

## 化学的性質
分子構造はβ-カロテンに似ており、その片方の環にヒドロキシ基が一つ置換している。炭素と水素以外の元素を含むためカロテノイドのうち、キサントフィルに属する。
純粋なクリプトキサンチンは金属光沢を有する赤色の結晶である。クロロホルムやベンゼン、ピリジン、二硫化炭素に易溶。

## 生物学的機能
ヒトでは、β-クリプトキサンチンはビタミンA（レチノール）に変換されるためプロビタミンAと見なされている。他のカロテノイドと同様に、β-クリプトキサンチンは抗酸化物質としてフリーラジカルによる酸化的損傷から細胞およびDNAを保護していると考えられている。

## 関連研究
以下の領域などで研究がなされている。
- 肝機能[5]
- 動脈硬化
- 糖尿病[6]
- 骨粗しょう症や骨代謝[7]
- 癌[8]。
- 抗酸化能

肺癌リスクでは、β-クリプトキサンチンのみがリスクを低下させると報告されており、その他のカロテノイド類は逆に肺がんリスクを高めると報告されている。
糖尿病リスクについても同様。

## 栄養
| 名称                         | 含有量 (μｇ/100ｇ) |
| ---------------------------- | ------------------ |
| パプリカ(粉)                 | 2100               |
| 温州みかん(普通、生)         | 1600-1700          |
| 温州みかん(濃縮還元ジュース) | 1100               |
| ぽんかん(生)                 | 1000               |
| あまのり(焼き海苔)           | 980                |
| パパイア(生)                 | 820                |
| 柿(甘柿、生)                 | 500                |
| いよかん(生)                 | 270                |
| とうもろこし(ポップコーン)   | 170                |
| オレンジ(バレンシア、米国産) | 130                |
| なつみかん(生)               | 130                |
| カボチャ(茹で)               | 90                 |
| とうもろこし(コーンフレーク) | 80                 |

| 名称                     | 含有量 (μｇ/100ｇ) |
| ------------------------ | ------------------ |
| パプリカ(スパイス)       | 6186               |
| 柿(日本種、生)           | 1447               |
| カボチャ(茹で)           | 1119               |
| パパイヤ(生)             | 589                |
| マンダリンオレンジ(生)   | 407                |
| コリアンダー(葉、生)     | 202                |
| ニンジン(下茹で済、冷凍) | 199                |
| オレンジ(生)             | 116                |
| とうもろこし(黄色種、生) | 115                |